# MV Kittitas
MV Kittitas je trajekt třídy Issaquah 130 společnosti Washington State Ferries. Byl postaven roku 1980 pro trasu mezi Seattlem a Bremertonem, kde ale brzy dosáhl své kapacity, a tak byl nahrazen a přesunut na linku mezi Mukilteem a Clintonem, kde působil od konce 80. let. V letech devadesátých musel být, stejně jako většina lodí její třídy, přestavěn, aby vyhovoval rostoucím požadavkům cestující veřejnosti. Renovace se týkala především přidání dalšího místa pro vozidla, ale také prostoru pro cestující nebo nátěru lodě. Nyní patří loď mezi odstavené v přístavu na Bainbridgově ostrově, ale momentálně zaskakuje za MV Kitsap na trase mezi Mukilteem a Clintonem.